# Palazzo Gondi
Le palazzo Gondi est un palais situé piazza San Firenze, à Florence, en Italie.

## Localisation
Le palais se trouve en face du complesso di San Firenze, dans un quartier de la Piazza della Signoria.

## Histoire
Commencé en 1489 par Giuliano da Sangallo, c'est un palais seigneurial typique  de la ville avec le Palazzo Medici-Riccardi et le Palazzo Strozzi. Il se trouve à quelques pas de la Galerie des Offices et du Palazzo Vecchio.
 Giuliano di Leonardo Gondi (ou Giuliano il Vecchio), banquier et riche marchand de tissus de soie à fils d’or, acheta en 1455 un bâtiment, puis des maisons attenantes, dans le quartier de Santa Croce, construits sur les ruines de l’ancien théâtre romain. Piero da Vinci, père du peintre, y avait son étude de notaire et l’anecdote raconte que Léonard y aurait peint la Joconde .
Giuliano il Vecchio fit raser les bâtiments pour y faire construire un palais reflétant son importance sociale et politique à Florence. Il avait prêté au roi Ferdinand Ier de Naples une forte somme que le roi ne fut pas en mesure de rembourser complètement. En compensation, le roi offrit à Giuliano il Vecchio les services de l’architecte Giuliano da Sangallo.
La construction commença en 1489 et le palais fut inauguré en 1495.
Dans la deuxième moitié du XIXe siècle, la ville de Florence décida d’élargir la rue entre le Palazzo Gondi et le Palazzo Vecchio, ce qui impliquait une modification du palais existant. L’architecte  Giuseppe Pòggi fut chargé des travaux.
Le palais, qui a fait l’objet d’importants travaux de restauration, est la propriété des descendants de la famille Gondi.

## Architecture
La façade du bâtiment est en bossage rustique (style bugnato) avec un effet perspectif de diminution depuis le rez-de-chaussée vers les deux étages supérieurs séparés par des corniches marcapiano. L'ensemble est couronné sous le toit d'une corniche à moulure et modillons débordante dite cornicione.
La cour intérieure se distingue par son escalier visible, exemple unique dans les palais de Florence. 
|              |  |                 |
| Dessin, 1894 |  | Cour intérieure |

Sangallo choisit cette option parce qu'un escalier intérieur aurait pris trop de place. Il exploita cette contrainte en en travaillant la riche décoration, innovatrice à l'époque.
L'ensemble attire le regard. Les chapiteaux des trois colonnes de l’escalier sont d’inspiration  corinthienne, les balustres sont décorés de spirales et de feuilles d’acanthe. Les contremarches et le  limon sont ornés de sculptures: les armoiries de la famille et des animaux des fables d’Ésope.
| Chapiteau |  | Balustres |  | Sculpture du limon |
| Chapiteau |  | Balustres |  | Sculpture du limon |